# Walter Kern
Walter Kern (Haslach im Kinzigtal, 10 gennaio 1922 – Innsbruck, 24 gennaio 2007) è stato un presbitero e teologo austriaco della Compagnia di Gesù.
Come co-editore dell'Handbuchs der Fundamentaltheologie (Manuale di Teologia Fondamentale; 1985-1988; seconda edizione 2000), fondatore dell'Archivio Karl Rahner di Innsbruck e fondatore degli Innsbrucker theologischen Studien, raggiunse una fama che andò oltre le sue attività universitarie immediate.

## Biografia
Walter Kern entrò a far parte della Compagnia di Gesù nel 1945 e fu ordinato sacerdote nel 1955.
Studiò filosofia presso il Collegio Berchmans di Pullach e a Roma, conseguendo il dottorato nel 1952. Nel 1956 ottenne il dottorato in teologia presso l'Università Leopold Franzens di Innsbruck. In seguito, insegnò a Pullach storia della filosofia, dottrina filosofica di Dio e filosofia della religione e, contemporaneamente, filosofia sistematica presso la Scuola di filosofia e teologia di Frisinga (dal 1964 al 1968). Dal 1969 fino al suo pensionamento nel 1989, fu professore ordinario di teologia fondamentale presso l'Università di Innsbruck.ù
Dopo il pensionamento, lavorò come pastore e insegnante di religione e continuò la sua attività editoriale e pubblicistica. Dopo essere stato colpito da un ictus nel 1998, trascorse gli ultimi anni della sua vita in un sanatorio.

## Riconoscimenti
Diversi necrologi sottolinearono che Kern era uno "scienziato appassionato" che "insegnò l'"Introduzione al cristianesimo" e la "teologia fondamentale con grande energia", ispirando così gli studenti alla fede cristiana e alla sapienza.
Walter Kern era convinto che l'impulso alla libertà evangelica fosse all'origine della modernità. Credeva che la conoscenza di queste connessioni - le connessioni tra il cristianesimo e la modernità - potesse proteggere gli uomini dall'idolatria disumanizzante e dalla barbarie. Era un sostenitore della filantropia e degli aspetti umani della modernità.

## Opere

### Monografie
- Geschichte der europäischen Philosophie in der Neuzeit. (2 Bände) Pullach 1969
- Alter Glaube in neuer Freiheit: Ansprachen und Vorträge. Innsbruck u. a.: Tyrolia 1976 ISBN 3-7022-1238-8
- Atheismus, Marxismus, Christentum: Beiträge zur Diskussion. Innsbruck u. a.: Tyrolia 1976 ISBN 3-7022-1253-1
- Jesus, Mitte der Kirche: geistliche Essays. Innsbruck u. a.: Tyrolia 1979 ISBN 3-7022-1334-1
- Disput um Jesus und um Kirche: Aspekte, Reflexionen. Innsbruck u. a.: Tyrolia 1980 ISBN 3-7022-1389-9
- zus. m. Franz-Josef Niemann: Theologische Erkenntnislehre. Düsseldorf: Patmos 1981 ISBN 3-491-77251-6
- Geist und Glaube: fundamentaltheologische Vermittlungen zwischen Mensch und Offenbarung. Innsbruck u. a.: Tyrolia 1992 ISBN 3-7022-1839-4

### Come co-autore
- zus. m. Franz Joseph Schierse und Günter Stachel: Warum glauben? Begründung und Verteidigung des Glaubens in 39 Thesen. Würzburg: Echter 1961
- Aufklärung und Gottesglaube. Düsseldorf: Patmos 1981 ISBN 3-491-77306-7
- Die Theologie und das Lehramt. Freiburg im Breisgau u. a.: Herder 1982 ISBN 3-451-02091-2
- zus. m. Hermann Josef Pottmeyer und Max Seckler: Handbuch der Fundamentaltheologie. 4 Bde. Freiburg im Breisgau u. a. 1985–1988 (2. Aufl.: Tübingen: Francke 2000 ISBN 3-8252-8181-7)

### Articoli di riviste
- Hegel geteilt durch zwei, in: Stimmen der Zeit, 171. Band, 1962, Heft 2, S. 147–152.
- Hegel theologisch gesehen und anders, in: Stimmen der Zeit, 189. Band, 1972, Heft 2, S. 125–133.
- Das Christsein und die Christologie. Zu Büchern von H. Küng und W. Kasper, in: Stimmen der Zeit, 193. Band, 1975, Heft 8, S. 516–528.
- Karl Rahners "Grundkurs des Glaubens". Kleine Einführung in eine große Einführung, in: Stimmen der Zeit, 195. Band, 1977, Heft 5, S. 326–336.
- Hundert Jahre Theologie. Zum Jubiläum der Innsbrucker "Zeitschrift für katholische Theologie", in: Stimmen der Zeit, 196. Band, 1978, Heft 10, S. 651–664.
- Aufklärung. Zu ihrer Vor- und Frühgeschichte in England, in: Stimmen der Zeit, 207. Band, 1989, Heft 8,  S. 566–569.